# 4006-os busz
A 4006-os jelzésű autóbuszvonal Mezőkövesd környékének egyik helyközi járata, amelyet a Volánbusz Zrt. üzemeltet a város és Latorpuszta (Sály) között Mezőnyárádon keresztül.

## Útvonala
Mezőkövesd autóbusz-állomásáról indul, itt csatlakozást nyújt a vasútállomásra. A Széchenyi, majd Mátyás király úton hagyja el a várost Miskolc irányába. A 3-as főútra kitérve Mezőnyárád határáig azon marad, itt szinte minden esetben kitér a Mezőkeresztes-Mezőnyárád vasútállomásra, ahol legtöbbször csatlakozást nyújt a Miskolc és Füzesabony irányába utazóknak vagy onnan érkezőknek. Ezután Mezőnyárádban halad, majd Bükkábrányt a Mátyás király útja felől közelíti meg, mint számos másik autóbusz. A községből Sály zsákfalu felé megy, melynek Latorpuszta településrészéig közlekedik.

## Közlekedése
| Indulási helyszín                     | Érkezési helyszín | Indításszáma | Közlekedése               |
| ------------------------------------- | ----------------- | ------------ | ------------------------- |
| Mezőkövesd, autóbusz-állomás          | Sály, Latorpuszta | 1 pár        | munkanapokon              |
| Mezőkövesd, autóbusz-állomás          | Sály, Latorpuszta | 2 pár        | hétvégéken                |
| Mezőkövesd, autóbusz-állomás          | Sály, Latorpuszta | 1 oda        | tanszünetben munkanapokon |
| Mezőkövesd, autóbusz-állomás          | Sály, Latorpuszta | 1 pár        | naponta                   |
| Mezőkövesd, Mátyás király út          | Sály, Latorpuszta | 1 pár        | munkanapokon              |
| Mezőkövesd, Mátyás király út          | Sály, Latorpuszta | 1 oda        | tanítási napokon          |
| Mezőkeresztes-Mezőnyárád vasútállomás | Sály, Latorpuszta | 1 pár        | hétvégéken                |
| Bükkábrány, bolt                      | Sály, Latorpuszta | 5 pár        | munkanapokon              |
| Bükkábrány, bolt                      | Sály, Latorpuszta | 1 pár        | hétvégéken                |
| Bükkábrány, bolt                      | Sály, Latorpuszta | 3 pár        | naponta                   |

## Megállóhelyei
| 0                                                                      | Mezőkövesd, autóbusz-állomás végállomás                    | 0.0 km  | 1, 2B, 3 1344, 1375, 1377, 1426, 1427, 1428, 1447, 1448, 1468 3406, 3416, 3418, 3419, 3749, 4001, 4007, 4008, 4010, 4014, 4015, 4016, 4017, 4019, 4023, 4026, 4030, 4157 Mezőkövesd [80.] |
| 1                                                                      | Mezőkövesd, Széchenyi utca                                 | 0.8 km  | 1, 2B, 3 1344, 1375, 1377, 1426, 1427, 1428, 1447, 1448, 1468 3406, 3416, 3418, 3419, 3749, 4001, 4007, 4008, 4009, 4010, 4011, 4014, 4015, 4016, 4017, 4019, 4023, 4026, 4030, 4157      |
| 2                                                                      | Mezőkövesd, SZTK rendelőintézet                            | 1.4 km  | 1, 2, 2B, 3 1344, 1375, 1377, 1426, 1427, 1428, 1447, 1448, 1468 3406, 3416, 3418, 3419, 3749, 4001, 4007, 4008, 4009, 4010, 4011, 4014, 4015, 4016, 4017, 4019, 4023, 4026, 4030, 4157   |
| 3                                                                      | Mezőkövesd, Mátyás király út vonalközi végállomás          | 1.7 km  | 1, 2, 2B, 3 1050, 1375, 1376, 1377, 1380, 1381 3416, 3746, 3749, 4001, 4007, 4008, 4009, 4013, 4017, 4018, 4019, 4021, 4022, 4023, 4026, 4030                                             |
| 4                                                                      | Mezőkövesd, Szent László tér                               | 2.0 km  | 1, 2, 2B, 3 1050, 1375, 1376, 1377, 1380, 1381 3416, 3746, 3749, 4001, 4007, 4008, 4009, 4013, 4017, 4018, 4019, 4021, 4022, 4023, 4026, 4030                                             |
| 5                                                                      | Mezőkövesd, gimnázium                                      | 2.5 km  | 1, 2, 2B, 3 1050, 1375, 1376, 1377, 1380, 1381 3416, 3746, 3749, 4001, 4007, 4008, 4009, 4013, 4017, 4018, 4019, 4021, 4022, 4023, 4026, 4030                                             |
| 6                                                                      | Mezőkövesd, transzformátor állomás                         | 4.2 km  | 1377, 1381 3746, 3749, 4001, 4007, 4008, 4009, 4021, 4022, 4026, 4030 |
| 7                                                                      | Klementina bejárati út                                     | 6.8 km  | 1377, 1381 3746, 3749, 4001, 4007, 4008, 4009, 4021, 4022, 4026, 4030 |
| Munkanapokon 1 indítás érinti.                                         |                                                            |         | |
| ∫                                                                      | Klementina                                                 | ∫       | 4007 |
| ∫                                                                      | Klementina bejárati út                                     | ∫       | 1377, 1381 3746, 3749, 4001, 4007, 4008, 4009, 4021, 4022, 4026, 4030 |
| 8                                                                      | Tardi elágazás                                             | 8.0 km  | 1377, 1381 3746, 3749, 4001, 4007, 4008, 4009, 4021, 4022, 4026, 4030 |
| 9                                                                      | Mezőnyárád, temető                                         | 11.0 km | 1050, 1377, 1381 3746, 3747, 3749, 4007, 4008, 4009, 4019, 4021, 4022, 4026, 4030 |
| Munkanapkon 1 indítás nem érinti.                                      |                                                            |         | |
| 10                                                                     | Mezőkeresztes-Mezőnyárád vasútállomás vonalközi végállomás | 12.1 km | 3747, 4007, 4008, 4009, 4021, 4028, 4030 Mezőkeresztes-Mezőnyárád [80.] |
| 11                                                                     | Mezőnyárád, temető                                         | 13.2 km | 1050, 1377, 1381 3746, 3747, 3749, 4007, 4008, 4009, 4019, 4021, 4022, 4026, 4030 |
| 12                                                                     | Mezőnyárád, kultúrház                                      | 13.8 km | 1377, 1381 3746, 3747, 3749, 4007, 4019, 4022, 4026 |
| 13                                                                     | Mezőnyárád, posta                                          | 14.7 km | 1377, 1381 3746, 3747, 3749, 4007, 4019, 4022, 4026 |
| 14                                                                     | Mezőnyárád, felső                                          | 15.2 km | 1377, 1381 3746, 3747, 3749, 4007, 4019, 4022 |
| 15                                                                     | Bükkábrány, Vörösmarty utca                                | 16.7 km | 1377, 1381 3746, 3747, 3749, 4007, 4019, 4022 |
| 16                                                                     | Bükkábrány, bolt vonalközi végállomás                      | 17.5 km | 1050, 1375, 1376, 1377, 1380, 1381 3746, 3747, 3748, 3749, 4007, 4019, 4022 |
| Munkanapokon 2; hétvégente 1 indításról csak leszállás vehető igénybe. |                                                            |         | |
| 17                                                                     | Bükkábrány, Sályi út 29.                                   | 18.3 km | – |
| 18                                                                     | Leánytanya                                                 | 19.6 km | – |
| 19                                                                     | Víztároló                                                  | 20.9 km | – |
| 20                                                                     | Sály, Gárdonyi Géza utca 42.                               | 23.3 km | – |
| 21                                                                     | Sály, Gárdonyi Géza utca 2.                                | 24.0 km | – |
| 22                                                                     | Sály, Fő tér                                               | 24.8 km | – |
| 23                                                                     | Sály, autóbusz-váróterem                                   | 25.5 km | – |
| 24                                                                     | Sály, Dankótelep                                           | 26.7 km | – |
| 25                                                                     | Sály, Kisrét                                               | 27.3 km | – |
| 26                                                                     | Sály, Latorpuszta végállomás                               | 28.6 km | – |